# Amy Jagger
Amy Crossley Jagger (* 14. Mai 1908 in Halifax; † 17. November 1993 in Congleton) war eine britische Turnerin.

## Erfolge
Amy Jagger nahm 1928 an den Olympischen Spielen in Amsterdam teil und gehörte bei diesen zur britischen Turnriege im Mannschaftsmehrkampf, bei dem insgesamt fünf Mannschaften antraten. Den Wettkampf schlossen die Britinnen mit 258,25 Punkten auf dem dritten Platz ab, hinter den siegreichen Niederländerinnen, die mit 316,75 Punkten Olympiasiegerinnen wurden, und den mit 289 Punkten zweitplatzierten Italienerinnen. Dahinter folgten die Mannschaften Ungarns und Frankreich. Jagger erhielt somit zusammen mit Annie Broadbent, Lucy Desmond, Margaret Hartley, Queenie Judd, Jessie Kite, Midge Moreman, Carrie Pickles, Ethel Seymour, Ada Smith, Hilda Smith und Doris Woods die Bronzemedaille.
Von 1929 an gewann sie mit ihrem Verein, dem Halifax RES, drei nationale Meisterschaftstitel in Folge. Im Einzel belegte sie 1930 den dritten Platz. Ein Jahr darauf gewann sie die Northern Counties Championship. 1933 heiratete Jagger den Zahntechniker John Fisher.